# Савез за практично стрељашство Србије
Савез за практично стрељашство Србије, основан као Савез за практично стрељашство Југославије је главно организационо тело практичног стрељаштво у Србији.
Налази се на адреси Хумска 1 у Београду, а председник савеза је Вукота Ђукић.

## Историјат
Практично стрељаштво на простору Србије почело је да се организовано развија од 1999. године, а почетком 2000. основан је Савез за практично стрељаштво Југославије, који је наредне године постао члан Међународне конференције практичног стрељаштва (ИПСЦ). Након промена имена државе и савез је преименован у Савез за практично стрељаштво Србије, а 2008. примљен је у Спортски савез Србије.
У оквиру савеза функционише више од 40 клубова са више од 600 регистрованих чланова. Савез као члан ИСПЦ-а придржава се прописаних стандарда Светске конференције. У Србији се редовно организују национална и међународна такмичења у практичном стрељаштву, а 2010. и 2019. године одржана усу Европска првенства.